# Isla de la Posesión
La isla de la Posesión (en francés: Île de la Possession) es una isla perteneciente al archipiélago de las Islas Crozet, en el océano Índico subantártico. Está administrada por Francia.

## Geografía
Con una superficie de 150 km², se sitúa como la mayor del archipiélago. Alberga la base científica Alfred Faure, construida en 1963, en la que conviven entre 18 y 30 personas dedicadas a trabajos de investigación, con lo que es la única isla habitada del conjunto.
Está separada de la isla del Este por el canal des Orques, de 18 kilómetros de ancho, y junto con ella forma el grupo oriental del archipiélago.
Su cota más alta es el pico del Mascarín, con 934 metros de altitud.

## Actividad volcánica
Las exploraciones vulcanólogas fueron realizadas en 1981 por Luc Chevallier a escala 1:50.000. La isla es un estrato-volcán edificado en cinco fases de actividad.
Su centro eruptivo está localizado actualmente en el oeste (Cabo de la Heroína, en francés: Cap de l'Héroïne), donde existen varias fallas. La erosión marina contrasta con la pendiente general del volcán. Esta fase (Fase 1), la más antigua, está formado por palagonito (hyaloclastito) intercalado con niveles de fósiles marinos.
La Fase 2 es visible dentro de los valles y se corresponde a una actividad de coladas de basalto más una actividad más explosiva de escoria piroclástica. Esta actividad se fecha entre hace 9 y 1,3 millones de años, hacia el medio Plioceno y el principio del Pleistoceno.
La Fase 3 sucede tras la erosión de los estratos de lava de la anterior fase. Comienza con un conglomerado base sobre la escoria, interestratificándose con finas coladas de lava. Esto da lugar a una serie de diques radiocéntricos al oeste de la isla. Esta fase se desarrolló entre hace 1 y 0,5 millones de años, durante el Pleistoceno.
En la Fase 4 la lava proveniente de los diques crea un sistema de rift en dirección noroeste-sureste. La cota oceánica sube en nivel y la isla se extiende. Esta fase coincide con un período glacial.
La Fase 5 está representada por conos de escorias (Mont Branca, por ejemplo, y la zona del Mont des Cratères), alineados con diques y fracturas del volcán primitivo. Esto sucedió hace menos de 100 000 años.
En lo que concierne a las lavas, corresponden a una serie de basaltos alcalinos emitidos en el agua durante las fases 1 y 2, y al aire en las demás. Provienen de una reserva de magma, y aquellas que se diferencian del resto de La Pérouse (comienzo de la Fase 3).
Las manifestaciones post-volcánicas se reducen a una pequeña fuente termal mineral en el Vallée des Branloires. No obstante la Fase 5 conduce a clasificar la isla como un volcán potencialmente activo.

## Historia
La isla fue descubierta el 24 de enero de 1772 por el explorador francés Nicolas Thomas Marion-Dufresne. Julien Crozet, segundo a bordo del Mascarin, fue enviado a tierra, donde efectuó una ceremonia de posesión, consagrando con una botella la isla al rey Luis XV. La isla fue llamada más tarde Île de la Prise de Possession.
- Datos: Q292450
- Multimedia: Île de la Possession / Q292450